# Nawaf at-Tamyat
Nawaf Bandar at-Tamyat (arabisch نواف بندر التمياط, DMG Nawāf Bandar at-Tamyāṭ; häufig Al-Temyat; * 28. Juni 1976 in Riad) ist ein ehemaliger saudi-arabischer Fußballspieler.

## Karriere
Nawaf at-Tamyat war von 1991 bis 2008 der Spielmacher beim saudi-arabischen Rekordmeister al-Hilal aus der Hauptstadt Riad. Neben zahlreichen nationalen Erfolgen gelang ihm mit dem Verein 1997 der Gewinn des Pokalsieger-Cups in Asien. Sein erfolgreichstes Jahr war aber 2000. Nachdem al-Hilal nach dem Gewinn des Asian Champions' Cups und des Supercups die erfolgreichste Vereinsmannschaft Asiens geworden war, wurde er selbst zum besten Spieler Asiens gewählt. In den letzten Jahren kam seine Karriere allerdings ins Stocken, weil er immer wieder mit Knieproblemen zu kämpfen hatte.
Zur Nationalmannschaft seines Landes stieß er 1998 kurz vor der WM, bei der er zum Einsatz kam. Danach wurde er zum Spielmacher und Hoffnungsträger des Teams für die WM 2002. Das ernüchternde punkt- und torlose Ausscheiden konnte er aber auch nicht verhindern und beim Neubeginn nach dem Turnier wurde er erst einmal ausgebootet. Er erwies sich aber als unverzichtbar und kehrte wieder in die Mannschaft zurück. Die Fußball-Weltmeisterschaft 2006 in Deutschland war seine dritte WM in Folge im WM-Aufgebot Saudi-Arabiens. Nach weiteren langfristigen Problemen mit Verletzungen, verkündete er am 27. August 2008 sein Karriereende.

## Titel / Erfolge
- Asian-Champions'-Cup-Sieger: 2000
- Asian-Cup-Winners'-Cup-Sieger: 1997, 2002
- Asian-Super-Cup-Sieger: 1997, 2000
- Saudi-arabischer Meister: 1996, 1998, 2002, 2005, 2008
- Saudi-arabischer Pokalsieger: 1995, 2000, 2003, 2005, 2006
- Asiens Fußballer des Jahres 2000